# Nowa Zelandia na Zimowych Igrzyskach Olimpijskich 1998
Nową Zelandię na Zimowych Igrzyskach Olimpijskich 1998 reprezentowało 8 zawodników. Był to jedenasty start Nowej Zelandii na zimowych igrzyskach olimpijskich.

## Wyniki reprezentantów Nowej Zelandii
Wyniki zawodników reprezentujących Nową Zelandię na Zimowych Igrzyskach Olimpijskich 1998:

### Bobsleje
Mężczyźni
- Alan Henderson
Angus Ross

Dwójki – 28. miejsce

### Narciarstwo alpejskie
Kobiety
- Claudia Riegler

slalom – DNF

### Saneczkarstwo
Kobiety
- Angie Paul

jedynki – 19. miejsce

### Narciarstwo dowolne
Mężczyźni
- Richard Ussher

jazda po muldach – 25. miejsce
Kobiety
- Kylie Gill

jazda po muldach – DNF

### Snowboarding
Kobiety
- Pamela Bell

slalom gigant – DNF

### Łyżwiarstwo szybkie
Mężczyźni
- Andrew Nicholson

bieg na 1000 m – 35. miejsce
bieg na 1500 m – 40. miejsce